# ناتون آلن
ناتون آلن (انگلیسی: Nathon Allen؛ زادهٔ ۲۸ نوامبر ۱۹۹۵) یک ورزشکار دو و میدانی اهل جامائیکاn است. وی در مسابقات کشوری و بین‌المللی در مجموع برندهٔ ۱ مدال نقره شده‌است.